# Клостер-Нойендорф
Клостер-Нойендорф (нем. Kloster Neuendorf) — община в Германии, в земле Саксония-Анхальт. Входит в состав района Зальцведель. Подчиняется управлению Гарделеген Штадт. Население составляет 510 человек (на 31 декабря 2006 года). Занимает площадь 19,84 км².